# برجستگی دندان
تیزی دندان یا نوک دندان (در دندان‌های پیش و نیش) و برجستگی دندان یابرآمدگی دندان (در دندان‌های آسیا) یا کاسپ (به انگلیسی: Cusp) یک ویژگی نوک‌تیز، برجسته یا برجستگی است. در جانوران معمولاً برای اشاره به نقاط برجسته روی تاج دندان استفاده می‌شود. این مفهوم همچنین با توجه به برگچه‌های چهار دریچه قلب استفاده می‌شود. دریچه میترال که دارای دو کاسپ است به دریچه دولختی نیز معروف است و دریچه سه‌لتی دارای سه‌کاسپ است.

## در انسان
کاسپ یک برجستگی اکلوزال یا انسیزال روی دندان است. دندان‌های نیش، که به نام کاسپید نیز شناخته می‌شوند، هر کدام دارای یک تیزی دندان هستند، در حالی که دندان‌های آسیای کوچک، که با نام دولختی شناخته می‌شوند، هر کدام دارای دو تیزی هستند. دندانهای آسیای بزرگ معمولاً دارای چهار یا پنج تیزی دندان هستند. در جمعیت‌های خاص، دندانهای آسیای فک بالا، به ویژه دندانهای آسیای اول، دارای برجستگی پنجم خواهند بود که بر روی کاسپ مزیولینگوال معروف به کاسپ کارابلی قرار دارد.

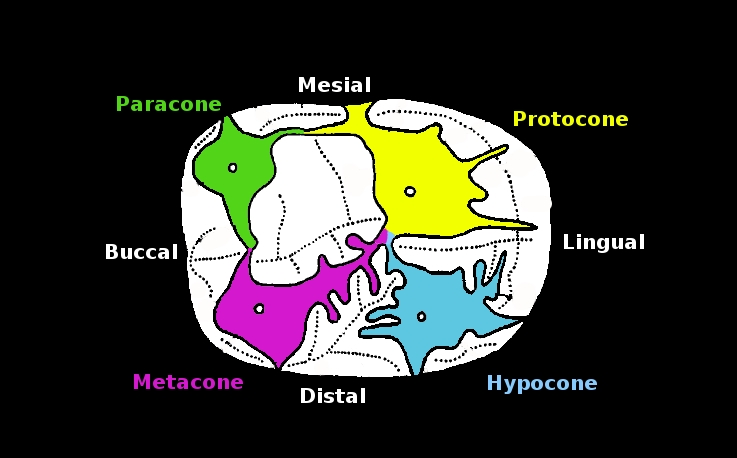
مولر بالا سمت راست که چهار کاسپ اصلی دندان آسیاب بالایی را نشان می‌دهد

چهار برجستگی دندانی اصلی روی دندانهای آسیای بزرگ بالایی پستانداران ددان وجود دارد.